# Tallknipprot
Tallknipprot (Epipactis helleborine subsp. orbicularis) är en orkidé som bedöms 2020 i första hand som en underart inom arten skogsknipprot. I de fall den bedöms som fristående art är det vetenskapliga namnet E. distans. Någon genetisk eller ingående kemisk undersökning om skillnader mellan tallknipprot och skogsknipprot har inte genomförts och därför kvarstår osäkerheten kring artbestämningen. Fenotypiskt skiljer sig tallknipproten från vanlig skogsknipprot med de skilda växtbiotoperna, stjälkbladens form och färg, blomställningen och blomningstiden.

## Kännetecken
Tallknipprot växer framför allt på torra, sandiga och ofta öppna växtplatser. Plantans gröna delar är ljus- eller gulgröna och stjälkbladen är styva, snett uppstående och kupade eller halvt hopvikta med ofta vågig bladkant. Blomaxet är ofta mycket tät- och rikblommigt med långa och grova nedre stödblad samtidigt som kalkbladen är ganska bleka. Blomningen brukar inledas redan i början av juli i jämförelse med vanlig skogsknipprot, som börjar blomma cirka en månad senare i slutet av juli.

## Förekomst
Tallknipprot är sällsynt eller åtminstone förbisedd i Sverige och vid kontroll i Artportalen finns uppgifter om sammanhängande fyndområden från trakterna kring Åhus i östra Skåne och Älvkarleby i nordöstra Uppland och Gästrikland. Från mellersta Öland och norra Gotland inklusive Gotska sandön finns rapporter om enstaka fynd men i övrigt rör sig de svenska uppgifterna enbart om någon enstaka isolerad fyndplats.